# Mundo de cristal
Mundo de cristal è il secondo album in studio della cantante messicana Thalía, pubblicato nel 1991.

## Tracce
1. Cristal – 1:24
2. Sudor – 5:04
3. El bombo de tu corazón – 4:38
4. Te necesito – 4:58
5. Madrid – 4:46
6. Fuego cruzado – 4:36
7. Jolie Madame – 3:51
8. Mundo de cristal – 5:05
9. En la intimidad – 5:06
10. Me matas – 3:11
11. En silencio – 4:59
12. Blues Jam – 2:32